# بنتهام، یورک‌شر شمالی
latitudeبنتهام، یورک‌شر شمالیlongitudeبنتهام، یورک‌شر شمالی
بنتام، یورک‌شر شمالی (به انگلیسی: Bentham, North Yorkshire) یک منطقهٔ مسکونی در بریتانیا است که در انگلستان واقع شده‌است.

## خصوصیات
بنتام ۲٬۹۹۴ نفر جمعیت دارد.